# Somma Lombardo
Somma Lombardo (Sùma in dialetto varesotto e semplicemente Somma fino al 1862) è un comune italiano di 17 912 abitanti della provincia di Varese in Lombardia.

## Geografia fisica
Somma è caratterizzata da vaste brughiere ondulate e da altopiani, un tempo paradiso di cacciatori e cercatori di funghi. La porzione meridionale, più pianeggiante e confinante con la vecchia cascina Malpensa ospita l'omonimo aeroporto intercontinentale che è parte integrante della superficie comunale.
Le acque del fiume Ticino bagnano il territorio per oltre 5 km a occidente, tra spiagge sabbiose e alzaie, con strada asfaltata, percorribile anche con automezzi. Le frazioni di Coarezza e Maddalena si affacciano su ripiani collinari a ridosso del fiume, prestandosi a itinerari turistici con sentieri ciclabili. La frazione di Case Nuove, fin dalle origini legata alla cascina Malpensa, è stata poi inclusa nei servizi aeroportuali. Il quartiere del Lazzaretto, che porta ancora il nome da quando infierì la peste ai tempi di san Carlo Borromeo, è situato nella periferia nord-ovest della città e ospita il Santuario dell'Addolorata. A nord della Strada statale 33 del Sempione si trova il rione di Vira. All'angolo nord-orientale del territorio comunale si collocano invece Mezzana Superiore e Villaggio San Giorgio, una piccola località facente capo a Mezzana.

### La costiera del Ticino

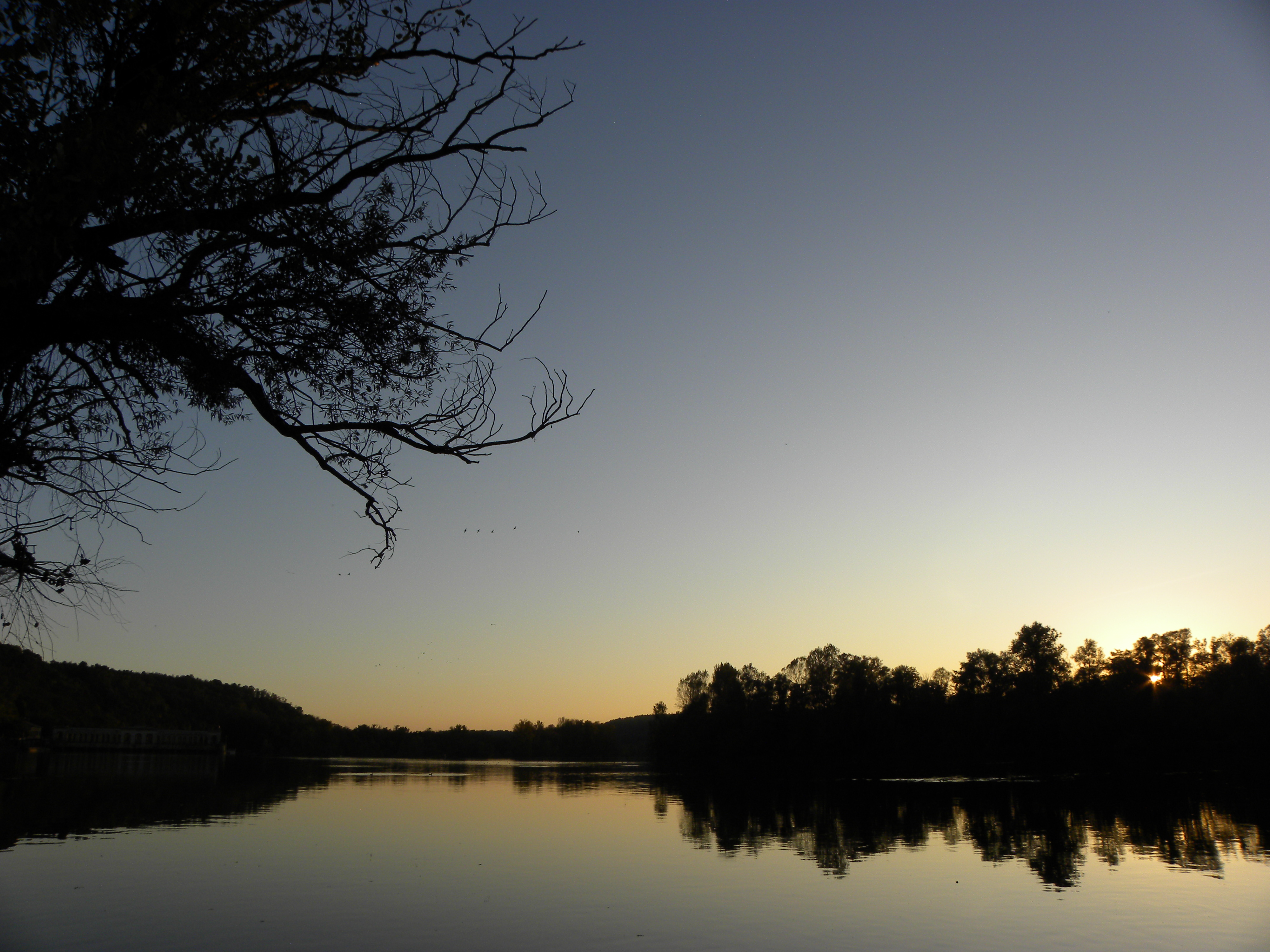
La diga del Panperduto e la vegetazione costiera al tramonto

Posta su terrazze alluvionali, con sabbie e ghiaie (a cui comunemente ci si riferisce come ghiaione) sotto a una crosta di terreno fertile inferiore al mezzo metro, il territorio di Somma Lombardo sovrasta il fiume Ticino nella zona tra la foce del torrente Strona (zona Canottieri) e lo sbarramento del Panperduto da una costiera alta circa 80 m, chiamata popolarmente i Cost da la sguarana (Coste della sguarana). Si tratta di un belvedere naturale lungo circa 300 m - un tempo formato da una brughiera cespugliosa con pini, betulle e un sottobosco ricco di funghi - poi a partire dal secondo dopoguerra buen retiro di appassionati della natura e delle cacce a cavallo, con sontuose ville (tra cui quella di Mila Schön), ampi parchi privati e annessi galoppatoi, lungo quella che è poi divenuta via Belvedere. Il nome riservato ora a tale zona - località Belvedere - ha contribuito a far dimenticare l'etimo dell'antico toponimo che, con sguarana (in italiano tradotto con "crollata"), faceva riferimento all'enormi frane che nel 1868 (il Melzi, nel suo Sommario generale in ordine cronologico vi fa riferimento con la dicitura: "1868 - Piena memorabile del Ticino"), durante una drammatica piena del fiume sottostante, hanno determinato lo sfaldamento della costiera con stridori, muggito del fiume e rombo delle frane — che si udivano fino al centro del paese — che portò distruzione alle attrezzature portuali da Sesto Calende fino alla località Maddalena e rimodellò la costiera.

C'è voluto quasi un secolo perché la vegetazione avesse il sopravvento sullo scempio lasciato da tali frane. Poi quell'evento è stato dimenticato al punto che, a fianco dell'unica casa colonica dell'epoca, con la modifica della via Villoresi — da carrareccia a vera e propria strada sterrata — in quello che un tempo era solo fitta boscaglia o campi coltivati sono sorte le ville del dopoguerra. Ma in quanto franosa e particolarmente ripida, nel 2012 la costiera si è ripresa la propria rivincita sull'uomo, facilitata da una prolungata perdita del collettore fognario cittadino, causando una serie di franamenti — poi peggiorati dalle precipitazioni atmosferiche eccezionali per la stagione — che hanno sbancato decine di migliaia di metri cubi di ciottoli e ghiaie e interessato pure una delle ville della costiera, andata così completamente distrutta in meno di un mese. L'entità della frana è stata tale che il Comune ha chiesto lo stato di calamità naturale.

### Sismologia
Dal punto di vista sismico Somma Lombardo presenta un rischio molto basso ed è stata classificata come il comune zona 4 (bassa sismicità) dalla protezione civile nazionale. Nella sua storia l'abitato ha risentito di cinque terremoti: quello del 1397 (5,37 ML), quello del 1895 (4,63 ML), quello del 2009 (2,3 ML), quello del 2011 (2,1 ML) e quello del 2013 (2,4 ML).

### Clima
Secondo la classificazione climatica nazionale, il centro abitato di Somma Lombardo è situato in Zona E. I gradi giorno del borgo sono 2877 e il limite massimo consentito per l'accensione del riscaldamento è di circa 14 ore giornaliere (dal 15 ottobre al 15 aprile).
Il clima di Somma Lombardo è di tipo continentale: gli inverni sono freddi e presentano molte giornate di gelo, mentre le estati sono calde e afose; è sempre frequente, anche se in misura minore rispetto al passato, il fenomeno della nebbia. Le precipitazioni medie annue sono pari a 1082 millimetri, con un picco in primavera e in autunno e un minimo relativo in inverno. La media niveometrica del territorio, invece, si aggira intorno ai 40 centimetri all'anno.
| Somma Lombardo      | Mesi | Mesi | Mesi | Mesi | Mesi | Mesi | Mesi | Mesi | Mesi | Mesi | Mesi | Mesi | Stagioni | Stagioni | Stagioni | Stagioni | Anno  |
| Somma Lombardo      | Gen  | Feb  | Mar  | Apr  | Mag  | Giu  | Lug  | Ago  | Set  | Ott  | Nov  | Dic  | Inv      | Pri      | Est      | Aut      | Anno  |
| ------------------- | ---- | ---- | ---- | ---- | ---- | ---- | ---- | ---- | ---- | ---- | ---- | ---- | -------- | -------- | -------- | -------- | ----- |
| T. max. media (°C)  | 4,1  | 6,9  | 11,1 | 15,8 | 20,8 | 25,3 | 27,8 | 25,8 | 21,5 | 15,8 | 9,5  | 4,7  | 5,2      | 15,9     | 26,3     | 15,6     | 15,8  |
| T. min. media (°C)  | −2,1 | −0,4 | 2,0  | 5,5  | 9,8  | 13,6 | 16,1 | 15,5 | 12,2 | 7,6  | 2,9  | −1,6 | −1,4     | 5,8      | 15,1     | 7,6      | 6,8   |
| Precipitazioni (mm) | 87   | 101  | 105  | 112  | 127  | 101  | 61   | 98   | 98   | 121  | 135  | 56   | 244      | 344      | 260      | 354      | 1 202 |
| Giorni di pioggia   | 6    | 6    | 6    | 7    | 8    | 7    | 5    | 7    | 6    | 6    | 7    | 5    | 17       | 21       | 19       | 19       | 76    |

## Storia
Somma Lombardo fu un importante nodo della strada romana consolare chiamata dagli storici via Mediolanum-Verbannus, che collegava Milano al Verbano passando per Sesto Calende. Resti di pavimentazione stradale romana sono stati ritrovati durante degli scavi effettuati nei pressi del centro commerciale Il Gigante in via Soragana nel 1985 e nel 2002. A sud di Somma Lombardo la via Mediolanum-Verbannus intersecava trasversalmente un'importante strada romana che collegava Novara a Como passando da Castelseprio, la via Novaria-Comum. Da Somma Lombardo la strada proseguiva il suo percorso passando da Golasecca e Sesto Calende.
I boschi di Somma contengono ancora le vestigia di trincee e piste per aerei costruite in occasione della seconda guerra mondiale.
I dintorni di Somma sono ricchi di reperti a testimonianza di una presenza umana sul territorio a partire dall'età del bronzo. A Coarezza e in località Case Nuove sono state rinvenute diverse tombe a cremazione databili al sec. XIII a.C. Risalgono poi all'età del ferro le numerose tombe della cultura di Golasecca, che prende il nome dalla cittadina confinante con Somma Lombardo, e il cromlech del Vigano che fu un grande recinto tombale e rituale costituito da oltre trecento massi poi asportati verso fine Ottocento dai proprietari del terreno per ampliare le loro coltivazioni. 
Nel sec. IV a.C. si insediò la tribù gallica dei Vicani Votodrones, come testimonia una lapide romana, rinvenuta nei pressi della frazione di Mezzana. Numerosi sono i ritrovamenti di utensili d'uso domestico e comune, armi, scudi, venuti alla luce. A lato della via romana (della quale, come detto, è stato scoperto un tratto in via Albania dietro al centro commerciale Il Gigante) sorsero le necropoli più antiche in cui era in uso il rito della cremazione. Dal sec. III d.C. si diffuse il rito della inumazione, come attestano i ritrovamenti di via Binaghi: balsamari in vetro, vasellame, monete, olpi.
Nel Medioevo Somma Lombardo dipendeva dalla vicina Arsago Seprio, che fu importante centro politico e amministrativo longobardo, nonché capo pieve. In una lapide murata nella chiesa di San Simpliciano a Milano, datata 881, è riportato il testamento del potente e nobile possidente sommese Guilizione che lasciò a quella chiesa numerosi possedimenti in Somma.
Somma Lombardo mantiene la sua forte connotazione di luogo di transito, essendosi sviluppato lungo la statale 33 del Sempione.
L'importanza del luogo nella tarda antichità e nell'Alto Medioevo è strettamente legata alla presenza di un asse stradale di rilievo, ed è rintracciabile in due fortificazioni, una all'ingresso del paese — il Monte Sordo — e l'altra sul sito della Parrocchia (Castelasc). Giungendo da Golasecca, poco prima dell'ingresso in paese sulla sommità del Monte Sordo, si scorgono tra la vegetazione i resti di una fortificazione tardoromana (III-V secolo d.C.), inglobati in un edificio moderno. La scelta di collocare su questa collina un castello era strettamente legata alla posizione di controllo del guado sul torrente Strona, poi attrezzato con un ponte. Al complesso tardoantico, in età bassomedievale, fece seguito un ricovero per viandanti e pellegrini.
Attorno all'anno mille, Somma Lombardo entrò a far parte dei domini dei Visconti. Nel 1448, allorché a Milano fu proclamata la Repubblica Ambrosiana, i Visconti, signori della città, si trasferirono a Somma e riadattarono il poderoso castello medievale che, nel Settecento, passò al ramo dei Visconti-Castelbarco. È di quel periodo la bonifica della brughiera della Malpensata. Nel 1819 il governo austriaco autorizzò l'elezione del primo Consiglio comunale. Con il Regno d'Italia venne eletto sindaco di Somma Carlo Ermes Visconti. In quegli anni sorsero diverse imprese di filatura e torcitura del cotone, ricamifici, tessiture (Visconti di Modrone, 1875), lanifici (Mosterts, 1867). Nel XX secolo aprirono i battenti lo stabilimento Caproni e il Lanificio di Somma (le famose coperte di Somma). Nel 1927 i fascisti annessero al territorio comunale Mezzana Superiore.

### Simboli
(Descrizione araldica dello stemma)
(Descrizione araldica del gonfalone)
(Descrizione araldica della bandiera)
Il più antico stemma del Borgo di Somma era uno scudo con il campo d'oro, a tre leoni passanti uno sull'altro, quelli superiore e inferiore di rosso, quello centrale d'argento. La composizione era ispirata a quella presente su un capitello del castello Visconti di San Vito, ma con un solo leone, che si vuole sia stata l'arme della famiglia De Soma, alla quale si deve la costruzione del maniero.
Nel 1914, venne adottato lo stemma civico con i tre leoni rampanti disposti in fascia e il motto latino, traducibile come "Somma tende alle le più alte stelle".
Lo stemma e il gonfalone del 1914 sono stati ratificati con l'apposito decreto del Presidente della Repubblica datato al 27 giugno 1962, la bandiera (sottoposta a un sondaggio popolare in merito alla presenza o meno delle stelle accanto ai leoni) con il D.P.R. datato al 1º agosto 2019. Quest'ultima ha sostituito un precedente vessillo, adottato però senza ratifiche formali:

Gonfalone
Bandiera fino al 2019

## Monumenti e luoghi d'interesse

### Architetture religiose
- Chiesa Prepositurale di Sant'Agnese. La prima chiesa dedicata alla santa fu eretta a lato del nucleo primitivo del castello visconteo (sant'Agnese godeva di particolare devozione da parte dei Visconti che la dichiararono loro protettrice) e abbattuta durante il Cinquecento per permettere l'ampliamento del castello stesso. La chiesa fu quindi ricostruita in una diversa posizione, sacrificando quella di San Fede (fatta costruire da Guilizione, signore di una parte di Somma durante il secolo IX accanto alla sua dimora-fortezza, nel luogo più alto del borgo, denominato "Castellaccio" o "Brecallo") abbattuta in quella circostanza e mai più ricostruita.[23] La chiesa di Sant'Agnese fu progettata da Francesco Maria Richini nel 1645 ed eretta fra il 1664 e il 1697 dall'architetto Carlo Buzio. L'interno è a navata unica. Fra le opere raccolte al suo interno si segnalano il Trittico di San Vito, risalente alla fine del secolo XV e attribuito a Giovanni Ambrogio Bevilacqua allievo del Bergognone e una pala seicentesca attribuita a Carlo Cane, raffigurante il Martirio di sant'Agnese. L'altare maggiore risale al 1787 e conserva una reliquia della santa e stupende opere d'arte. Recentemente la chiesa è stata elevata alla dignità di basilica minore.[24] Il campanile alto 59 metri possiede un concerto di 8 campane in Sib2 fuse nel 1949 dalla fonderia Luigi e Giorgio Ottolina di Seregno, il concerto campanario è dotato del doppio sistema (automatico) e manuale (corde e tastiera).
- Chiesa di San Vito in via Mameli, nella parte alta del centro storico: ricostruita nel Seicento su un oratorio del 1280, è stata oggetto di progressivi interventi di restauro negli ultimi anni.[25]
- Chiesa di San Bernardino, ove si può ammirare la Madonna col Bambino e san Bernardino opera del Fiammenghino (soprannome di Giovan Mauro Della Rovere), noto artista attivo tra la fine del XVI e gli inizi del secolo XVII che, in collaborazione con il fratello Giovan Battista, lavorò a importanti cicli di affreschi in varie località lombarde (Chiaravalle Milanese, Bienno, Garzeno, Montemezzo).
- Chiesa di San Rocco, edificata nei pressi del cimitero a partire dal XVI secolo, ma rimasta incompiuta.

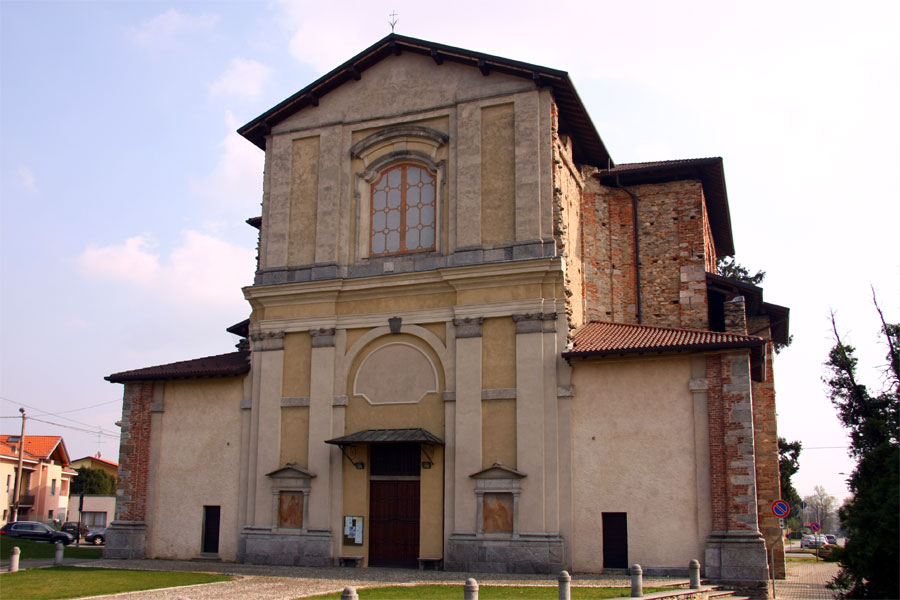
Chiesa di San Rocco

- Chiesa prepositurale di Santo Stefano, nel rione di Mezzana Superiore, che offre al visitatore numerose opere artistiche di alto valore tra cui il gruppo della Pietà con i santi Sebastiano e Giobbe e la Pentecoste del Bramantino. Il trittico di Marco d'Oggiono raffigurante l'Assunzione della Vergine, un tempo esposto nella chiesa, è stato trasferito presso il Museo Diocesano di Milano.
- Santuario della Madonna della Ghianda, caratterizzato dalle quattro cappelle aperte che accolgono i Misteri Dolorosi, con grandi statue scolpite in legno e dai girali dell'affresco della Madonna della Ghianda dipinto sull'abside del santuario e conserva nella sua parte più antica le pitture murali di Michelino da Besozzo.
- Oratorio di Sant'Antonio da Padova (1833), situato all'estremità occidentale di Villa Melzi Dolci; di fronte a quest'ultima dimora, fino alla prima metà dell'Ottocento esisteva anche una chiesa dedicata alla Madonna di Loreto, costruita alla fine del Seicento su finanziamento dei Visconti di San Vito.[26]

### Architetture civili

#### Castello Visconti di San Vito

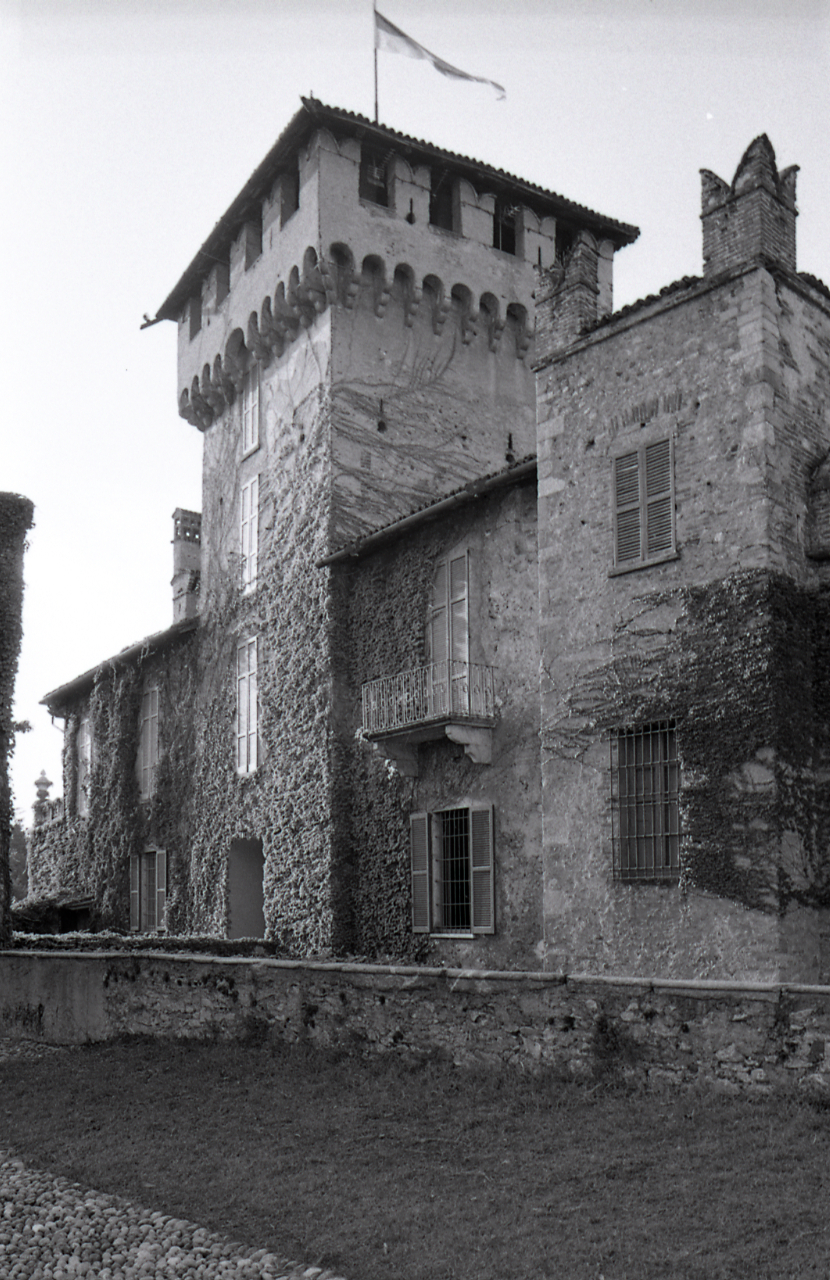
Il Castello Visconti di San Vito in una foto di Paolo Monti (1980)

Il Castello Visconti di San Vito, la cui antichissima origine risale al X secolo, è citato in un testamento rogato a Gallarate il 22 giugno 1251 dal notaio Marcellino de Angleria. Testimonianza della presenza viscontea, attestata in Somma fin dal 1250, nacque come rocca di difesa ai confini col territorio di Milano.
Il maggior sviluppo della fortezza viscontea lo si ebbe a partire dall'anno 1448 quando i fratelli Francesco e Guido Visconti, per sfuggire ai contrasti con la Repubblica Ambrosiana, succeduta a Milano alla signoria viscontea, si rifugiarono nella loro antica proprietà di Somma. In pochi anni la nobile dimora venne quindi in gran parte ricostruita, ampliata e contornata da fossati. L'antica rocca di difesa assunse così il ruolo di castello fortificato.
Nell'anno 1473 i dissapori emersi tra i fratelli Visconti culminarono nella divisione tra i due dei loro beni. Al fratello maggiore, Francesco, da cui discenderanno i Visconti di San Vito, spettò la parte rinnovata del castello e quindi la porzione nord del borgo; a Guido, da cui discenderanno i Visconti di Modrone, la parte più antica del castello poi ampliata con la costruzione di un terzo castello e quella bassa di Somma.
Il complesso è infatti formato da tre differenti castelli, ciascuno con proprio ingresso e cortile, edificati l'uno addossato all'altro.
Il più antico è collocato all'angolo nord ovest; il secondo occupa tutto il lato est, mentre il terzo, più recente, sorge nell'angolo a sud ovest.

La parte del castello visitabile è la seconda, chiamata Castello d'estate.
Già residenza prediletta della famiglia Visconti di San Vito, oltre agli arredi originali, conserva dallo scalone d'onore al piano nobile un ciclo di affreschi tardo manierista di influenza fiamminga a carattere prettamente profano iniziato nei primi anni del Seicento quando il castello venne adibito a villa moderna. la piccola cappella affrescata con scene della vita della Vergine che si affaccia sul piano nobile, presenta una pala d'altare raffigurante l'Annunciazione, probabilmente opera della bottega del Cerano (1567/68-1632), mentre nel portico vi sono tre epigrafi funerarie romane e in un'apposita sala sono conservati alcuni dei reperti archeologici della cultura di Golasecca.
Nel castello di Somma è custodita la più grande collezione esistente di bacili da barba incominciata nella metà dell'Ottocento dal marchese Carlo Ermes, continuata dal marchese Roberto, e infine portata al suo livello principe nel XX secolo dal marchese Alberto.
I bacili o piatti, sono di forma circolare con un incavo a mezzaluna da una parte, per un miglior accostamento alla gola; il cliente teneva in equilibrio il piatto con entrambe le mani, mentre il barbiere insaponava, radeva e sciacquava. La collezione comprende piatti di diverso materiale quale legno, alabastro, ottone, rame, peltro, argento, ceramica, nonché provenienti da diversi luoghi come le porcellane fiorentine di Richard-Ginori, di Lodi, Faenza, Limoges, Strasburgo e della Compagnia delle Indie Orientali che comprendono piatti cinesi e giapponesi.
La collezione conta più di 500 pezzi diversi.
Il castello ha dato i natali, l'11 febbraio 1535, al nobiluomo Niccolò Sfondrati, che nel 1580 venne eletto pontefice col nome di papa Gregorio XIV.
Il castello visconteo è stato inoltre luogo delle riprese per gli interni del Castello dell'Innominato dello sceneggiato RAI I promessi sposi girato nel 1989 e diretto da Salvatore Nocita (gli esterni sono stati girati presso la Rocca d'Angera).
Il Castello è sede, nel periodo estivo, della "Festa Medievale", che rievoca la vittoria di Ottone Visconti sulle truppe dei Della Torre nella battaglia di Desio, che si svolse il 21 gennaio del 1277 e grazie alla quale ebbe origine il Ducato di Milano.
All'interno del castello si trovano inoltre una raccolta di 360 uccelli impagliati, una biblioteca con oltre 30000 volumi e una collezioni di urne cinerarie databili al tempo della cultura di Golasecca.

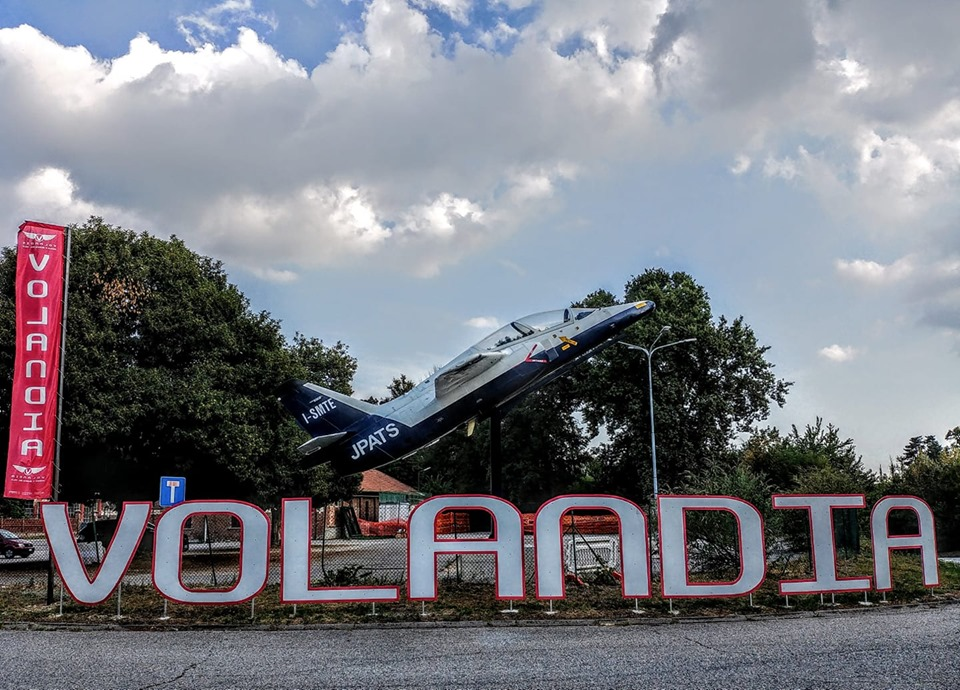
L'ingresso del Parco e Museo di Volandia, in via per Tornavento 15

#### Villa Melzi Dolci
Inserita in un ampio parco, la villa è il risultato di una rielaborazione Ottocentesca di un precedente convento francescano. Dotato di un cortile interno chiuso su quattro lati, il convento era stato edificato a partire dal 1678, implementando un lascito testamentario di Ermes Visconti, che nei primi anni del Seicento risultava affidatario del feudo di Somma Lombardo. Soppresso nel 1779, l'ex-convento fu dapprima proprietà degli stessi Visconti di San Vito, per poi passare nelle mani della famiglia Giusti (1811) e, infine, in quelle di Giovanni Antonio Melzi (1822), al quale si devono una serie d'interventi architettonici che conferirono alla villa il proprio aspetto definitivo. Gli interventi commissionati dal Melzi comportarono la distruzione dell'ala situata a sud-ovest del cortile, oltre alla realizzazione di un oratorio pubblico intitolato a Sant'Antonio da Padova. Ciascuna delle tre ali che circonda il cortile dispone di un porticato.

### Altro

#### Parco e Museo del Volo Volandia
All'interno del Parco del Ticino, tra i comuni di Somma Lombardo e di Ferno si trova il Parco e Museo di Volandia, il più grande museo aeronautico italiano e uno dei maggiori a livello europeo. Il complesso sorge sul sito delle storiche officine Caproni 1910 e ospita una collezione di più di 100 velivoli su circa 250000 m² di superficie museale.

#### L'ipposidra o "ferrovia delle barche"
A nord della strada che collega l'Aeroporto della Malpensa a Somma Lombardo (via Giuseppe Giusti), a poche centinaia di metri all'interno della brughiera, corre il tracciato della Ferrovia delle barche o Ipposidra, costruita nel 1858 per volontà di Carlo Cattaneo, con lo scopo di far risalire velocemente i barconi che erano discesi lungo il Ticino, evitando le rapide, che partiva da Tornavento di Lonate Pozzolo e arrivava a Sesto Calende. A segnalarla restano ancora una buona parte dell'antico tracciato, in parte in trincea e in parte su massicciata, numerosi cippi di termine in pietra recanti le iniziali "S. F." (Strada Ferrata), alcuni canali di scolo delle acque meteoriche e i resti di almeno dieci ponti, alcuni dei quali ancora intatti. Il ponte stradale che supera il torrente Strona e conduce da Somma Lombardo alla frazione di Coarezza è lo stesso ponte costruito all'epoca proprio per l'Ipposidra, e poi ammodernato e rinforzato per le aumentate esigenze di traffico. Il preesistente ponte sulla Strona, i cui ruderi si trovano poco più a monte del moderno ponte stradale, fu costruito in sostituzione di una precedente semplice passerella pedonale nel 1744 e dismesso dopo l'acquisto da parte del comune del ponte costruito dalla Società ferrata, non più in uso; in precedenza le carrozze che percorrevano l'Antica Strada Ducale o strada Milano-Verbano guadavano semplicemente il torrente. A livello dello stesso fiume Ticino, degni di nota sono la vecchia "Diga Villoresi (diga del Panperduto)" dal 2016 visitabile turisticamente (vi è presente anche un ostello con 20 posti e un punto ristoro con affitto biciclette), con una recente piccola centrale idroelettrica da 1 MW di potenza a due turbine Kaplan, e poco più a monte una delle centrali idroelettriche poste lungo il corso del fiume Ticino, cioè la Centrale Idroelettrica di Porto della Torre (da 15 MW di potenza), sede anche di un ponte stradale che collega la sponde lombarda con la sponda piemontese del fiume Ticino in questo tratto.

#### Sass di Biss
Sempre nella brughiera di Vigano si trova il Sass di biss ("Sasso delle bisce") (alle coordinate 45.682606°N 8.675134°E), un masso erratico con un complesso di antiche incisioni a coppella singola: è uno dei rari esempi di incisioni rupestri nell'area interessata dalla Civiltà di Golasecca.

#### I Calafati di Coarezza e le barche del Ticino
La costruzioni delle barche del Ticino fu monopolizzata dei maestri d'ascia della frazione di Coarezza, detti Calafati, che dai tempi del duca Gian Galeazzo Visconti a tutto l'Ottocento mantenne i segreti per la costruzione di quei barconi a fondo piatto; il capo corporazione custodiva le misure e insegnava i sistemi per inchiodare e di calafataggio delle tavole del legno, vegliando in modo che nessun membro rivelasse a estranei il mestiere.
Nel 1864 i "calafati" del fiume Ticino erano censiti in numero di 170, di cui 160 a Coarezza e solo 10 a Pavia.
Alla metà dell'Ottocento, la barca del Ticino era generalmente grande, di forma schiacciata per adattarsi alle diverse conformazioni del letto. In poppa era munita di un timone a pala con un lungo albero, per vincere in ogni momento la forza della corrente, soprattutto in caso di improvviso pericolo.
In relazione alle dimensioni, le imbarcazioni si distinguevano in "navi", larghe circa 4,70 m e lunghe 24 m con una stazza di 34 tonnellate; "borcielli da cagnone" con stazza di 30 t; "borcielli minori" larghi 4,40 m e con stazza di 24 t; "cavrioli" di minori dimensioni e utilizzati per il trasporto dei cavalli da tiro. Denominazioni diverse, in relazione alla stazza, avevano nei secoli precedenti i "grandi", i "mezzani" e i "navetti" che richiedevano rispettivamente 4, 2 o 1 cavallo.

#### Malpensa militare e Paraschegge
Nei boschi posti a sud della città è ancora possibile percorrere la vecchia pista in cemento costruita dall'Organizzazione Todt che consentiva, durante la seconda guerra mondiale, di spostare dall'Aeroporto della Malpensa (aeroporto militare all'epoca) gli aerei da combattimento e nasconderli in apposite piazzole nella brughiera, protetti da appositi paraschegge (formati da terrapieni alti circa 5 metri con i fianchi inclinati a 45°, talvolta con il terrapieno centrale irrobustito da una colata in cemento armato). Esistono ancora nove paraschegge, per lo più coperti dalla vegetazione. Due paraschegge sono visibili nei pressi della seconda pista di raccordo degli aerei in località Vizzola - ex dogana austriaca. Altri due, col lato terminale in calcestruzzo, sono praticamente sepolti dalla vegetazione nei pressi della prima pista di raccordo degli aerei, subito a nord della tenuta Frutteti (posta di fianco alla stazione ferroviaria del Terminal 2 dell'Aeroporto della Malpensa). Uno, interamente in terra, è a nord del Rifugio Cacciatori in territorio di Somma Lombardo). Un altro, pure in terra, è a nord del Riding Club Casorate. Un altro, perfettamente conservato e accessibile, si trova a nord di via Gaggio a Lonate Pozzolo, in quello un tempo noto come Campo dei Carristi (in cui fino agli anni ottanta si svolgevano esercitazioni con carri armati di stanza alla caserma Ugo Mara di Solbiate Olona. Un ultimo campo è visibile nei pressi del Campo della Promessa, in località Madonna di Gree, nel territorio del comune di Castano Primo.
Tornando alla Malpensa militare, la vecchia pista si estende dalla rotonda della superstrada per l'aeroporto (uscita Somma Lombardo) fin sotto alla costa di Casorate Sempione nei pressi della fattoria La Valle, in Campagna grande.

#### La base geodetica
Nei pressi di un maneggio posto tra Somma e l'Aeroporto della Malpensa, in località San Giorgio, al confine con il comune di Casorate Sempione, è ancora possibile ammirare la piramide di granito eretta dal governo austriaco nel 1833 per ricordare all'estremità settentrionale, la creazione e la misurazione della base geodetica che consentì la redazione della prima carta geografica su rilievi trigonometrici dell'allora Lombardo-Veneto, la prima in Italia, i cui rilievi incominciarono nel 1788 a cura di tre astronomi di Brera, Barnaba Oriani, Francesco Reggio e Angelo De Cesaris. La base dalla lunghezza di 10000 m era tratta da una linea che univa il campanile di Nosate e il coro del Santuario della Madonna della Ghianda di Somma Lombardo in località Mezzana. Nel dopoguerra si ripeté la misurazione con strumenti satellitari e si riscontrò che gli astronomi di Brera fecero un errore di soli 34 centimetri. Analoga piramide esisteva nel punto meridionale e una successiva fu posta nel punto mediano, ma entrambe andarono successivamente distrutte: quella meridionale durante l'ampliamento del campo di volo militare di Lonate Pozzolo (durante la seconda guerra mondiale) e quella centrale a seguito dell'ampliamento dell'aeroporto della Malpensa.

## Società

### Evoluzione demografica
- 2 883 nel 1756
- 3 120 nel 1805
- 4 892 nel 1812 dopo temporanea annessione di Arsago, Casorate, Castel Novate, Mezzana e Vizzola
- 4 004 nel 1853

Abitanti censiti

## Cultura

### I patrioti
Giuseppe Giusti (14 maggio 1824-20 gennaio 1849).
Se all'uscita di Somma Lombardo, in direzione Vergiate, una croce appesa a un pilastro della cappelletta di S. Caterina, lungo il torrente Strona, recitava erroneamente: "A GIUSEPPE GIUSTI D'ANNI 21 FUCILATO IL 20 GENNAIO 1849" sbagliandone l'età, la foto di una targa commemorativa su un cippo-ricordo nella valletta del torrente Strona, in zona Santa Caterina, riportata in un articolo pubblicato dalla Società Gallaratese per gli Studi Patri, recitava correttamente invece: "SOTTO AL PIOMBO AUSTRIACO CADEVA QUI GIUSEPPE GIUSTI VENTIQUATTRENNE NEL 20 GENNAIO 1849 SOMMA RICORDA PERENNEMENTE L'UMILE VITTIMA DELL'ODIO STRANIERO ING. A. BELLINI".

In via Garibaldi 32, sempre a Somma Lombardo, una targa di marmo ricorda inoltre: NELL'ANNO 1909 IL POPOLO COMMEMORA GIUSEPPE GIUSTI SOMMESE FUCILATO DAGLI AUSTRIACI IL 20 GENNAIO 1849 VITTIMA DI INIQUA RAGION DI STATO.

Corretto risulta essere il riferimento all'età di 24 anni. Infatti il ritrovamento dell'atto di nascita registrato nel Libro dei Battesimi della Parrocchia di S. Agnese conferma in 24 anni l'età del Giusti all'epoca della sua fucilazione: "Giuseppe Maria Giusti di Carlo Giusti e di Rosa Galla d'Angelo, abitanti in Somma, jugali dal 9 gennaio 1821, cattolici, contadini, nato il giorno 14 e battezzato il giorno 15 del mese di maggio 1824".

Ulteriore conferma sull'intera vicenda (età alla morte e fatto storico che la causò) venne fatta solo nel 1957, casualmente, nel corso di ricerche condotte da una discendente del Giusti durante lo studio delle "leggi monetarie del Lombardo-Veneto del 1859" presso l'Archivio di Stato di Milano. In tale occasione si giunse al rinvenimento di un Bollettino Provinciale dell'epoca che descrive Giuseppe Giusti come un contadino sommese, il quale, arruolatosi nell'esercito piemontese, aveva poi cercato di convincere gli uomini della cavalleria austro-ungarica, gli Ussari, ad abbandonare la bandiera imperiale. Fermato per tale motivo dagli stessi, consegnato alle autorità, dichiarato reo di illecito arruolamento, condannato a morte e fucilato all'età di 24 anni.
Al patriota Giuseppe Giusti è intitolata la via più lunga di Somma Lombardo, che dal centro cittadino (largo S. Agnese) va verso sud in direzione Malpensa diventando poi Via per Tornavento.

Questa verità storica gettò finalmente luce sulla leggenda, fino allora tramandata dalla vulgata popolare, che raccontava fantasiosamente come il giovane Giuseppe Giusti avesse aiutato Garibaldi ad attraversare il Ticino - al Porto della Torre - traghettando i fuoriusciti lombardi, fosse inoltre solito al contrabbando di merci con il Piemonte e che per queste ragioni fosse stato fucilato.

## Economia
L'economia di Somma è sempre stata nella norma rispetto alla media delle città delle sue dimensioni. La recente espansione di Malpensa ha portato alla costruzione di numerosi alberghi sul suolo cittadino e nella frazione Case Nuove, a due passi dal Terminal 2, ovvero Malpensa "vecchia".

Nel 2006 Somma è stata dichiarata città turistica.

### La nascita del polo aeronautico dell'Alta valle del Ticino

Il Ca.1 a Malpensa nel 1910

Gli elementi che determinarono l'instaurarsi nella brughiera di Malpensa di Somma Lombardo furono di natura ambientale, logistica e storica. Ambientale perché i pionieri del volo necessitavano di un'area priva di ostacoli, livellata e con sufficiente spazio per garantire riservatezza agli esperimenti, ma anche vicina alle più importanti vie di comunicazione, caratteristiche che la brughiera possedeva entrambe.
Fu proprio per la presenza alla cascina Malpensa, che era già adibita a centro di esercitazioni dall'esercito austriaco e poi dalla Cavalleria Savoia, dei militari del Battaglione Aviatori dell'Esercito che dal 1909 per primi incominciarono a volare con degli aeroplani francesi, che permise a questo territorio di divenire la culla dell'aviazione italiana.
Nacque così il polo aeronautico dell'alta valle del Ticino, rappresentato da Gianni Caproni a Vizzola Ticino, dalla SIAI-Marchetti a Sesto Calende, da Giovanni Agusta a Cascina Costa, dai fratelli Frattin a Casorate Sempione e dai Fratelli Visco a Somma Lombardo.
Chi scelse proprio il campo d'aviazione della Malpensa per incominciare la sua fortunata attività aviatoria fu infatti Gianni Caproni che proprio nel 1910 costruì qui il suo primo aereo il Ca.1 inaugurando anche la fortunata epopea dell'industria aeronautica privata italiana.

### La Secondo Mona S.p.A.
La prima e più importante industria meccanica di Somma Lombardo fu certamente quella del commendator Secondo Mona, che nel 1903 aprì una bottega per la riparazione delle biciclette; la passione per la meccanica lo portò ben presto a occuparsi dell'assistenza alle motociclette e alle automobili fino ai primi esperimenti sugli aeroplani nel 1913; infatti l'ingegnere Gianni Caproni gli affidò la riparazione dei motori "Anzani".
Tra gli anni venti e trenta la produzione si orientò sui motori Diesel e sulle macchine per calzaturifici, cartonaggi, per l'edilizia e per i sugherifici; le officine Secondo Mona svolsero un'azione fiancheggiatrice del più alto interesse per i grandi costruttori aeronautici come la Siai, specializzandosi in rami del tutto particolari così da poter realizzare e costruire parti staccate, organi caratteristici e apparecchi ausiliari del veicolo e del motore.
La Secondo Mona di Somma ha ormai più di un secolo di storia industriale ed è tuttora gestita dalla famiglia Mona, in particolare dagli esponenti della quarta generazione.
L'azienda si è guadagnata una solida fama per l'alto livello tecnico delle sue progettazioni e per la qualità della produzione, sviluppando sinergie con l'industria motoristica inglese che da sempre occupa un posto di assoluto rilievo a livello mondiale. Oltre a fabbricare in proprio equipaggiamenti aeronautici, la Secondo Mona è stata determinante per acquisire licenze di fabbricazione dei più famosi motori montati su velivoli italiani di maggior successo.

### Industrie storiche tessili di Somma Lombardo
Un altro elemento che portò il nome di Somma nel mondo, contribuendo a scrivere la storia dell'industria tessile italiana, fu l'industria della lana legata al nome di Ermanno Mosterts; nel 1867 il giovane Mosterts si trasferì da Milano a Somma prendendo in affitto dai Visconti di Modrone la vasta fattoria che si trovava ai piedi del Castello, fondando la prima tessitura di lana. Nel 1883, col progredire dell'attività, l'opificio di Somma non bastava più a contenere tutti i reparti. La presenza della "Roggia Visconti" a Maddalena e la possibilità di usufruire di una così preziosa fonte di energia, spinsero il Mosterts a impiantarvi un nuovo stabilimento di filatura e candeggio. Nel 1916 cambiò denominazione sociale in Lanificio di Somma spa; nel 1929 contava già 800 dipendenti e la sua specializzazione erano le coperte da letto.
Nel 1900, con l'avvento dell'energia elettrica, venne fondata la tessitura meccanica di Alessandro Maino, che successivamente ebbe un notevole sviluppo aprendo opifici a Gallarate, Azzate, Cavaria, Mornago e Gattinara; il Maino fu successivamente nominato Senatore del Regno e presidente dei cotonieri italiani. Morì nel 1929 lasciando il suo impero cotoniero al gruppo fratelli Bellora. Chi invece si volle specializzare nel solo candeggio di tessuti fu il Duca Guido Visconti di Modrone che nel 1885 fondò l'opificio di Maddalena grazie al contributo dello svizzero Frank Reiser che gestì quest'azienda fino al 1887, anno in cui si trasferì a Casorate Sempione fondando la più grande industria ricamiera del tempo, la Reiser-Cattoretti. A lato del candeggio sorse nel 1888 l'industria ricamiera di Gerolamo Dolci che produceva tende, tulle e pizzi. Altra industria ricamiera che diede lavoro a tanti operai a Somma fu quella di Achille Buratti. Il calzificio Ferrerio fu fondato invece al termine del primo conflitto mondiale e produceva calze con il marchio "FER" da Antonio Ferrerio.
Il professore Angelo Bellini, fondatore dell'Ospedale di Somma, si impegnò anche in campo industriale con la "Prima Fabbrica Italiana di Sonde e Cateteri ITALA" che nel 1936 incominciò la fabbricazione di tubi flessibili ad alta pressione per l'industria aeronautica e per strumenti chirurgici.
Somma Lombardo ospita anche una delle più importanti aziende per quanto riguarda la produzione di calze e collant a compressione graduata, la Silca dei F.lli Beldì srl, una realtà produttiva italiana che opera con successo nel settore industriale delle calze da oltre 60 anni. Silca nasce nel 1954, dall’iniziativa imprenditoriale dei fratelli Pietro e Franco Beldì, come tintoria artigianale per conto terzi, in un territorio che vede prevalere la produzione manifatturiera. Negli anni, grazie all’esperienza acquisita, i fratelli Beldì ampliano i propri orizzonti ed iniziano una produzione e distribuzione propria di calze, completando così il ciclo produttivo. Negli anni sessanta, con il marchio FBS nascono le tre linee principali di collant classici, contenitivi e moda, che raggiungono una posizione di prestigio sul mercato specializzato.

### La prima industria ricamiera d'Italia
Una nuova e principale via di sviluppo industriale intrapresa nell'Alta valle del Ticino era individuabile nell'industria del ricamo, che ebbe proprio in questo territorio inizio e notevole progresso; nata in Svizzera nel Cantone di san Gallo intorno al 1830 fu per circa mezzo secolo monopolio elvetico. Fino a che un sommese, tale Tommaso Rebulla, impiantò proprio a Somma Lombardo le prime macchine da ricamo nel 1871; l'opificio è stato poi occupato dall'azienda aeronautica Secondo Mona spa. Successivamente l'industria del ricamo si sviluppò notevolmente e nei soli comuni di Mezzana, Arsago Seprio, Casorate Sempione e Somma Lombardo era concentrato l'80% dell'industria ricamiera d'Italia. Il territorio sommese continua a rappresentare il distretto ricamiero italiano.

### La produzione di bastoni da passeggio
A Somma Lombardo era presente da diversi lustri l'attività di lavorazione del corno; questa specializzazione incentivò la formazione in paese di ben quattro fabbriche che si occupavano della fabbricazione di bastoni di ombrello e da passeggio e delle relative impugnature in corno, avorio e successivamente in plastica. La più antica fu quella di Silvio D'Amici (1912), oltre a quella di Anacleto Perfumo, la ditta Marini e quella di Carlo Daverio.

## Amministrazione
| Periodo | Periodo | Primo cittadino             | Partito              | Carica                  | Note |
| ------- | ------- | --------------------------- | -------------------- | ----------------------- | ---- |
| 1994    | 1995    | Giovanni Battista Calderoni | Lega Nord            | Sindaco                 |      |
| 1995    | 1996    |                             |                      | Commissario Prefettizio |      |
| 1996    | 2000    | Claudio Brovelli            | PDS                  | Sindaco                 |      |
| 2000    | 2005    | Claudio Brovelli            | Coal. Centrosinistra | Sindaco                 |      |
| 2005    | 2010    | Guido Pietro Colombo        | UDC                  | Sindaco                 |      |
| 2010    | 2015    | Guido Pietro Colombo        | Lega Nord            | Sindaco                 |      |
| 2015    | 2020    | Stefano Bellaria            | PD                   | Sindaco                 |      |
| 2020    |         | Stefano Bellaria            | PD                   | Sindaco                 |      |

### Altre informazioni amministrative
- Il territorio di Somma è interamente nel Parco Naturale del Ticino
- Somma è gemellata con: La Valette-du-Var (Francia)